# Java Native Access
Java Native Access (JNA) ist eine Java-Programmbibliothek für den Zugriff auf plattformspezifische („native“) dynamische Programmbibliotheken (DLLs in Windows oder „shared libraries“ auf anderen Systemen). Hierbei braucht im Unterschied zu Java Native Interface (JNI) kein plattformspezifischer Code geschrieben zu werden.
JNA ist in der Funktion mit den Platform Invocation Services (P/Invoke) des .Net-Frameworks unter Windows vergleichbar. Es unterstützt eine automatische Umwandlung zwischen einigen C- und Java-Datentypen. Die minimal erforderliche Java-Version ist 1.4.

## Lizenz
LGPL Version 2.1 oder höher und (ab V4.0) die Apache Software License V2.0.

## Mapping der Datentypen
Die folgende Tabelle zeigt, wie das Mapping zwischen Java und dem nativen Code mit JNA erfolgt.
| Nativer Typ        | Größe               | Java Typ   | Standard Windows Type |
| ------------------ | ------------------- | ---------- | --------------------- |
| char               | 8-bit integer       | byte       | BYTE, TCHAR           |
| short              | 16-bit              | short      | short WORD            |
| wchar_t            | 16/32-bit character | char       | WCHAR, TCHAR          |
| int                | 32-bit integer      | int        | DWORD                 |
| int                | boolean value       | boolean    | BOOL                  |
| long               | 32/64-bit integer   | NativeLong | LONG                  |
| long long, __int64 | 64-bit integer      | long       |                       |
| float              | 32-bit FP           | float      |                       |
| double             | 64-bit FP           | double     |                       |
| char*              | C string            | String     | LPCTSTR               |
| void*              | pointer             | Pointer    | LPVOID, HANDLE, LPXXX |

## Anwendungen
Die folgenden Softwareprojekte verwenden JNA:
- JRuby
- Java Media Framework#FMJ
- IntelliJ IDEA

## Beispiel
Das folgende Beispiel lädt die Standard C Library, um die printf-Funktion aufzurufen. Dieses Beispiel funktioniert auf Microsoft Windows und Linux / Unix / Mac OS X.
```
import
 
com.sun.jna.Library
;

import
 
com.sun.jna.Native
;

import
 
com.sun.jna.Platform
;

/** Einfaches Beispiel einer Deklaration und Nutzung einer Dynamischen Programmbibliothek bzw. "shared library". */

public
 
class
 
HelloWorld
 
{

  
public
 
interface
 
CLibrary
 
extends
 
Library
 
{

    
CLibrary
 
INSTANCE
 
=
 
(
CLibrary
)
Native
.
loadLibrary
((
Platform
.
isWindows
()
 
?
 
"msvcrt"
 
:
 
"c"
),

        
CLibrary
.
class
);

    
void
 
printf
(
String
 
format
,
 
Object
...
 
args
);

  
}

  
public
 
static
 
void
 
main
(
String
[]
 
args
)
 
{

    
CLibrary
.
INSTANCE
.
printf
(
"Hello, World\n"
);

    
for
 
(
int
 
i
=
0
;
i
 
<
 
args
.
length
;
i
++
)
 
{

      
CLibrary
.
INSTANCE
.
printf
(
"Argument %d: %s\n"
,
 
i
,
 
args
[
i
]
);

    
}

  
}

}

```